# Ahmad Maymandi
Abuʾl-Ḥasan al-Qāsim Aḥmad ibn Ḥasan Maymandī (in persiano ابوالحسن القاسم احمد بن حسن میمندی‎), più semplicemente conosciuto come Ahmad Maymandi (in persiano عبدالملک‎) o Maimandi (Maymand, anni 970 – Herat, 31 dicembre 1032), fu un visir al servizio del sultano ghaznavide Mahmud di Ghazni e del figlio di quest'ultimo, Mas'ud I di Ghazni.
Noto anche per il suo titolo onorifico Shams al-Kufat (in persiano  شمس الکفاة‎, "sole dei capaci"), era figlio del governatore di Bust. Maymandi crebbe come fratello adottivo del principe ghaznavide Mahmud e iniziò la sua carriera amministrativa a capo dell'ufficio delle corrispondenze del Grande Khorasan. In seguito, riuscì ad accedere rapidamente a cariche più elevate, diventando infine il visir della dinastia ghaznavide nel 1013 e preservando tale posizione fino al 1024, quando fu arrestato a causa della grande quantità di ricchezza che aveva guadagnato, circostanza che aveva reso sospettoso Mahmud.
Tuttavia, dopo una breve guerra civile terminata nel 1030, Maymandi fu liberato dal figlio di Mahmud, Mas'ud I, che gli offrì la possibilità di diventare di nuovo visir. Benché in un primo momento avesse rifiutato l'offerta, egli la accettò in seguito, nel 1031. La seconda parentesi in veste di visir di Maymandi durò soltanto un anno, in quanto si spense nel 1032 a Herat; gli subentrò Ahmad Shiraz.

## Biografia

### Origini e inizio carriera

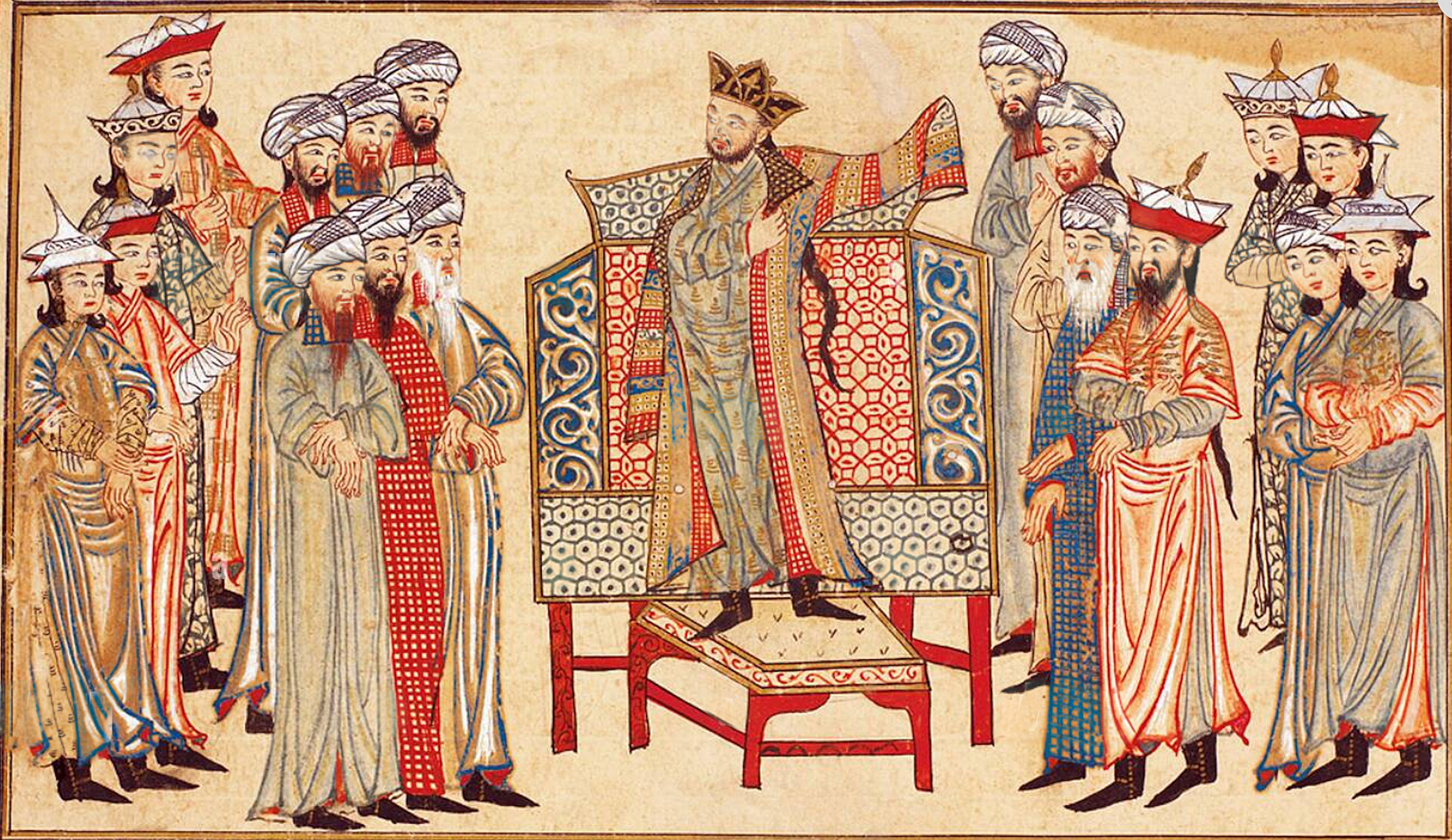
Mahmud riceve un'investitura ufficiale dal califfo abbaside al-Qadir, venendo in tal guisa legittimato quale monarca indipendente

Il padre di Ahmad, Hasan Maymandi, proveniva da una città chiamata Maymand nello Zabulistan, una regione nota per le sue tradizioni popolari sul guerriero mitologico iraniano Rostam. Hasan era il governatore di Bust sotto il padre di Mahmud, Sabuktigin, il cui regno era allora uno stato vassallo dei Samanidi. Questi ultimi esercitavano la propria autorità sul Khorasan e governavano gran parte della regione tramite i loro sottoposti. Durante il mandato di Hasan a Bust, Sabuktigin ne ordinò la crocifissione, un'azione di cui Sabuktigin in seguito si pentì. Maymandi era il fratello adottivo e compagno di studi di Mahmud, anch'egli originario dello Zabulistan da parte materna. Maymandi iniziò la sua carriera amministrativa nel 994 a capo dell'ufficio delle corrispondenze durante il governatorato in Khorasan di Mahmud per conto dei sovrani samanidi. Maymandi fu successivamente promosso capo contabile e come responsabile del dipartimento militare. Fu inoltre nominato governatore di Bust e Rukhkhaj.
Sabuktigin morì nel 997 e gli successe suo figlio Ismail come sovrano della dinastia ghaznavide. Mahmud, che aveva maggiore esperienza amministrativa di suo fratello, rivendicò il trono per sé e, nell'anno successivo, riuscì a sconfiggere il suo rivale e a consolidare il controllo sulla dinastia ghaznavide, accrescendo in tal modo la sua indipendenza dai Samanidi e riuscendo nell'intento di separarsi dal loro impero con l'ausilio dei Karakhanidi. Tale evento compromise definitivamente la sopravvivenza storica della dinastia dei Samanidi.

### Primo visirato e destituzione
Il primo visir di Mahmud fu un persiano di nome Abu'l-Hasan Isfaraini. Nel 1010, in seguito alla caduta e alla prigionia di Isfaraini, Maymandi venne nominato governatore del Khorasan ed esattore delle tasse della regione. Durante la sua amministrazione, si guadagnò gli elogi degli abitanti locali e riuscì a distribuire ingenti fondi a Mahmud, le cui richieste finanziarie non risultarono mai moderate. Maymandi andò infine nominato visir di Mahmud.

Cartina del Khorasan, della Transoxiana e del Tokaristan

Maymandi iniziò rapidamente a centralizzare l'impero e ripristinò l'arabo come lingua amministrativa imperiale (Isfaraini aveva invece elevato il persiano a quel ruolo). Tuttavia, secondo lo storico Richard N. Frye, Maymandi non ebbe successo nei suoi tentativi di convertire l'idioma amministrativo nell'arabo. Tra i suoi oppositori rientravano Altuntash, signore della Corasmia, Hasanak Mikali, subentrato in seguito a Maymandi come visir dell'impero, e la sorella di Mahmud. Tra i suoi pochi sostenitori figuravano invece il principe Mas'ud I di Ghazna, Arslan Jadhib, l'influente funzionario Abu Nasr Mushkan e probabilmente il membro di una dinastia decaduta di nome Abu Nasr Muhammad, per il quale Maymandi, nelle parole dello storico Houtsma, «fece tutto quello che poteva per attutire il declino della sua discendenza».
Nel 1017, Maymandi e Mahmud accettarono di invadere in maniera congiunta la Corasmia, all'epoca sotto la dinastia iraniana locale dei Ma'munidi. Stando all'opinione delle fonti ghaznavidi, il motivo dell'invasione della regione da parte di Mahmud era vendicare l'omicidio di suo cognato Ma'mun II, ma secondo gli studiosi moderni egli sfruttò il pretesto della morte di quest'ultimo per espandere il dominio ghaznavide sul fiume Oxus. Nello stesso anno, l'esercito ghaznavide depose il sovrano ma'munide Abu'l-Harith Muhammad, e Altun Tash fu nominato governatore della regione.
Durante i primi anni 1020, Maymandi esortò Mahmud a invadere il Jibal, allora sotto il controllo del giovane sovrano buwayhide Majd al-Dawla. Tuttavia, l'autorità che de facto amministrava la regione era la madre di Majd al-Dawla, Sayyida Shirin, un'informazione questa già conosciuta nelle realtà vicine, compreso l'impero ghaznavide. Mahmud, da parte sua, non si dimostrò propenso ad assecondare la volontà di Maymandi, in quanto non riteneva che il suo territorio potesse essere minacciato da una donna al comando della regione.
Nel 1024, poiché Maymandi aveva accumulato un'ingente quantità di ricchezza durante la sua carriera di visir, Mahmud lo rimosse dal suo incarico, confiscò i suoi possedimenti e lo fece imprigionare a Kalinjar, nel Bundelkhand indiano. Mentre i nobili che si opponevano a Maymandi esortavano Mahmud a giustiziare il visir destituito, Mahmud scelse invece di risparmiarlo.

### Secondo visirato e morte

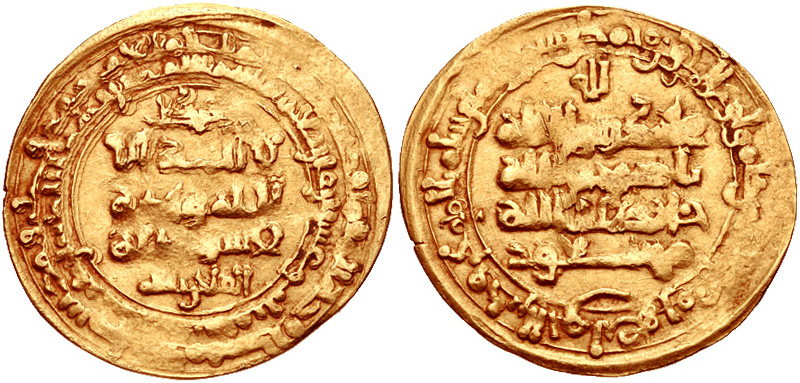
Moneta di Mas'ud I

Quando Mahmud morì nel 1030, la dinastia ghaznavide piombò in una guerra civile; i suoi due figli Mas'ud I e Muhammad di Ghazna rivendicarono entrambi il trono dell'impero. Mas'ud riuscì ad emergere vittorioso durante la guerra civile e ordinò il rilascio di Maymandi; incontratolo a Balkh, gli offrì la possibilità di diventare il suo visir. Sulle prime Maymandi rifiutò, ma in seguito acconsentì e iniziò la sua seconda parentesi come visir nel 1031.
Al funzionario furono concessi ampi poteri, tra cui la completa gestione degli affari finanziari, dei servizi di posta e degli ispettori attivi nell'impero. Sebbene non fosse così ricco come lo era stato durante il suo primo visierato, egli si prodigò per consegnare cibo e denaro ai bisognosi, inviando diversi regali costosi a Mas'ud per evitare le gelosie che avevano portato alla sua destituzione con Mahmud.
Maymandi ne approfittò per vendicarsi di alcuni dei suoi nemici perdonandone però altri, incluso Hasanak, per il quale Maymandi tentò addirittura di salvarlo dalla sua condanna alla pena di morte, pur senza successo. Nello stesso anno Maymandi approvò la decisione di Mas'ud di nominare Ali Daya comandante in capo dell'esercito del Khorasan. Un'altra decisione presa durante il suo visirato riguardò l'assegnazione del ruolo di comandante dell'esercito di Abu Sahl Zawzani. Maymandi si spense il 31 dicembre 1032 a Herat e nella sua carica fu succeduto da Ahmad Shirazi.
Maymandi ebbe un figlio di nome Abd al-Razzaq Maymandi, conosciuto perché anch'egli ottenne la carica di visir. Il suo secondogenito si chiamava invece Sa'id Maymandi, il quale a sua volta ebbe un discendente di nome Mansur ibn Sa'id che occupò alte cariche amministrative.

## Eredità

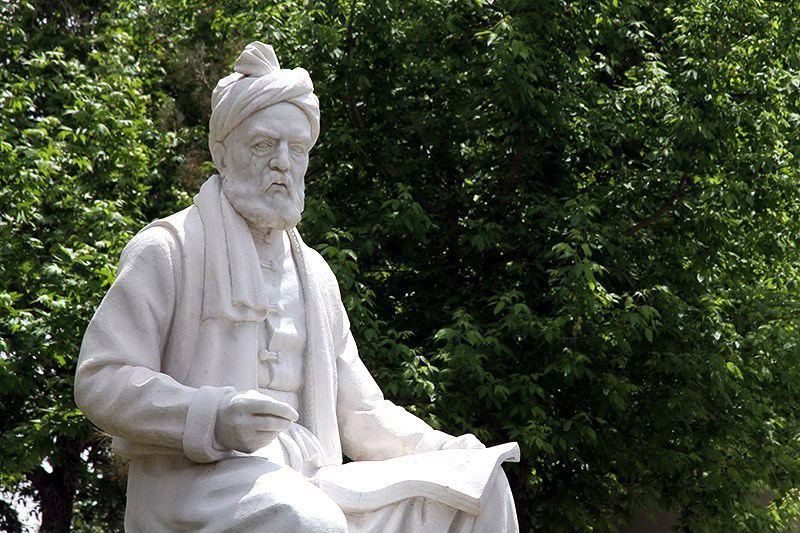
Statua di Firdusi, ritenuto la figura più influente della letteratura persiana; il suo lavoro ru patrocinato da Maymandi alla corte dei Ghaznavidi

Come si intuisce analizzando i testi dei suoi biografi, Maymandi si rivelò uno dei principali statisti dell'epoca in cui visse; gli autori medievali lo elogiarono per la sua astuta discrezione nel trattare com garbo i suoi nemici e per il suo rapporto con Mas'ud. Inoltre, gli si riconosceva l'efficacia della sua politica nei confronti delle aggressioni dei Selgiuchidi, il coraggio dimostrato nell'essersi dichiarato non favorevole alla campagna di Mas'ud in India, la gestione interna della Corasmia e l'abilità nel fissare incontri.
Maymandi fu elogiato altresì da vari poeti, come ad esempio Farrukhi Sistani, che faceva notare le somiglianze tra Maymandi e il celebre visir buwayhide Sahib ibn Abbad. Entrambi erano uomini di cultura e venivano indicati come figure dalla grande capacità in ambito amministrativo, avendo incoraggiato i poeti a dare libero sfogo alla loro creatività. Farrukhi Sistani realizzò quindici panegirici in onore di Maymandi, mentre il poeta 'Onsori ne scrisse due. Maymandi, insieme a Mahmud, gettò le basi per l'affermazione di un importante centro di cultura persiana a Ghazni, subentrato alla Bukhara di epoca samanide.
(Unsuri, in uno dei suoi qaṣīda dedicati a Maymandi.)
Utbi, un fedele e valido collaboratore di Maymandi, lo elogiò per il suo sostegno. Secondo il poeta del XII secolo Nizami Aruzi, Maymandi aveva persino tentato di finanziare il celebre poeta persiano Firdusi, rivolgendosi a tal proposito anche a Mahmud e chiedendogli un ulteriore appoggio per la realizzazione dello Shāh-Nāmeh, opera passata alla storia come la principale epopea nazionale dell'Iran. Stando a quanto riferito, Maymandi spronò lo studioso iraniano al-Biruni contro Mahmud, malgrado quest'ultima informazione non goda di unanima accettazione. Abu Sahl Hamdawi, «un uomo di cultura e patrono dei poeti» che prestò servizio in alte cariche sotto i Ghaznavidi, era stato uno studente di Maymandi.
Maymandi agì in modo duro e spietato con i suoi sottoposti e si impegnò a preservare l'integrità statale come meglio poté. Lo storico coevo Bayhaqi, morto nel 1073, aggiunge inoltre che, nei suoi ultimi giorni, si comportò in maniera estremamente severa con gli esattori delle tasse a lui sottoposti, riconoscendo però al contempo il valore di un uomo che in vita aveva dimostrato «coraggio, onestà, abilità e grandezza».